# Mikael Persbrandt
Mikael Persbrandt est un acteur suédois, né le 25 septembre 1963 à Jakobsberg.

## Biographie

### Vie privée
Il a été marié avec l'actrice Maria Bonnevie de 1998 à 2003.
Depuis 2005, il est en couple avec la journaliste Sanna Landell. Ils ont trois enfants ensemble : Igor Edgar Persbrandt Lundell, né en 2006, Åke Lo Persbrandt, né en 2009 et un autre enfant.

## Carrière
Il est connu pour son rôle du policier Gunvald Larsson dans la série de films policiers Martin Beck dans lesquels il joue avec Peter Haber depuis 1997. Il incarne aussi Anton, un des rôles principaux dans le film de la Danoise Susanne Bier, Revenge, couronné aux Oscars 2011 dans la catégorie du meilleur film en langue étrangère.
En janvier 2009, il remporte le Guldbagge Award du meilleur acteur.
En 2011, il incarne Karl Hamilton, le personnage principal du film Hamilton : Dans l'intérêt de la nation, réalisé par Kathrine Windfeld. L'année suivante, il reprend le rôle dans la suite, Hamilton 2.
En 2014, il remporte son deuxième Guldbagge Award du meilleur acteur.

## Filmographie

### Cinéma

#### Longs métrages
- 1995 : Sommaren de Kristian Petri : Peter
- 1996 : Ellinors bröllop d'Henry Meyer : C-O
- 1997 : 9 millimeter de Peter Lindmark : Konstantin
- 1997 : Jag är din krigare de Stefan Jarl : Hjorth
- 1997 : Under ytan de Daniel Fridell : Roffe
- 1998 : Tueur d'état (Sista Kontraktet) de Kjell Sundvall : Roger Nyman
- 1998 : Hela härligheten de Leif Magnusson : Glenn
- 1999 : Dödlig drift de Rolf Börjlind : Andreas
- 1999 : Vuxna människor de Felix Herngren et Fredrik Lindström : Georg
- 2000 : Gossip de Colin Nutley : Åke Frigårdh
- 2001 : Øyenstikker de Marius Holst : Kullman
- 2002 : Alla älskar Alice de Richard Hobert : Johan Lindberg
- 2003 : Rånarna de Peter Lindmark : Frank
- 2004 : Tre solar de Richard Hobert : Ulf
- 2004 : Dag och natt de Simon Staho : Åke
- 2005 : Bang Bang Orangutang de Simon Staho : Thomas
- 2005 : Som man bäddar... de Maria Essen : Jocke
- 2006 : Tjocktjuven d'Henrik Sylvén : Le prêtre
- 2006 : Sök de Maria von Heland : Björn
- 2006 : Inga tårar d'Håkan Bjerking : Lars
- 2006 : One Way de Reto Salimbeni : Tomas Gaal
- 2007 : Aurora boreal
- 2007 : Solstorm de Leif Lindblom : Thomas Söderberg
- 2008 : Instants éternels (Maria Larssons eviga ögonblick) de Jan Troell : Sigfrid Larsson
- 2008 : La Rébellion de Kautokeino (Kautokeino-opprøret) de Nils Gaup : Carl Johan Ruth
- 2008 : Au cœur du paradis (Himlens Hjärta) de Simon Staho
- 2010 : Revenge de Susanne Bier : Anton
- 2011 : Stockholm Östra de Simon Kaijser : Johan
- 2011 : Någon annanstans i Sverige de Kjell-Åke Andersson : Stefan
- 2012 : L'Hypnotiseur (Hypnotisören) de Lasse Hallström : Erik Maria Bark
- 2012 : Hamilton : Dans l'intérêt de la nation (Hamilton : I nationens intresse) de Kathrine Windfeld : Carl Hamilton
- 2012 : Hamilton : Détention secrète(Men inte om det gäller din dotter) de Tobias Falk : Carl Hamilton
- 2013 : Le Hobbit : La Désolation de Smaug (The Hobbit : The Desolation of Smaug) de Peter Jackson : Beorn
- 2013 : Mig äger ingen de Kjell-Åke Andersson : Hasse
- 2014 : Le Hobbit : La Bataille Des Cinq Armées (The Hobbit : The Battle Of Five Armies) de Peter Jackson : Beorn
- 2014 : Someone You Love (En du elsker)[2] de Pernille Fischer Christensen : Thomas Jacob
- 2014 : The Salvation de Kristian Levring : Peter Jensen
- 2016 : Seul dans Berlin (Alone in Berlin / Jeder stirbt für sich allein) de Vincent Perez : L'officier SS Prall
- 2016 : Jadotville (The Siege of Jadotville) de Richie Smyth : Dag Hammarskjöld
- 2017 : Le Roi Arthur : La Légende d'Excalibur (King Arthur: Legend of the Sword) de Guy Ritchie : Kjartan
- 2018 : Millénium : Ce qui ne me tue pas (The Girl in the Spider's Web) de Fede Alvarez : Alexander Zalachenko
- 2018 : Tårtgeneralen de Felix Herngren et Fredrik Lindström : Hasse P
- 2018 : X&Y d'Anna Odell : Skådespelaren
- 2020 : Eurovision Contest Song : The Story of Fire Saga de David Dobkin : Victor Karlson

#### Courts métrages
- 1996 : Nöd ut de Geir Hansteen Jorgensen
- 1996 : Chewing Gum de Jesper Dagöö : John
- 1999 : Fatimas tredje hemlighet de Rolf Börjlind : Skötaren
- 2003 : Nu de Simon Staho : Adam jeune

### Télévision

#### Séries télévisées
- 1991 : Fiendens fiende : Vanchaufför
- 1991 : Storstad : Janne
- 1992 - 1994 : Rederiet : Ola Simonsson
- 1994 : Den vite riddaren : Hellman
- 1994 : Svensson Svensson : Jesper
- 1995 : Radioskugga : Henry Brinkman
- 1996 : Nudlar och 08:or : Adrian
- 1996 - 1997 : Anna Holt - polis : Jocke
- 1997 : Persons parfymeri : Le petit-ami de Madde
- 1997 - 1998 / 2001 - 2002 / 2006 - 2007 / 2009 / 2015 - 2016 : Beck : Gunvald Larsson
- 2005 : Medicinmannen : Martin Holst
- 2008 : Die Patin - Kein Weg zurück : Sergej Assinowitsch
- 2008 - 2009 : Contre-enquête (Oskyldigt dömd) : Markus Haglund
- 2019 : Invisible Heroes : Harald Edelstam
- 2019 - 2023 : Sex Education : Jakob Nyman
- 2022 : L'hôpital et ses fantômes (Riget) : Helmer Jr
- 2023 - : Foundation : Le Mulet

#### Téléfilms
- 1990 : Nigger de Stig Larsson : Svante
- 2005 : Lovisa och Carl Michael de Leif Magnusson : Westman

## Distinctions

### Récompenses
- Guldbagge Award du meilleur acteur en 2009 pour Instants éternels
- Guldbagge Award du meilleur acteur en 2014 pour Mig äger ingen

### Nominations
- Guldbagge Award du meilleur acteur en 2006 pour Bang Bang Orangutang
- Guldbagge Award du meilleur acteur en 2012 pour Stockholm Östra
- Bodil Awards du meilleur acteur en 2014 pour Someone You Love
- Guldbagge Award du meilleur acteur en 2019 pour Tårtgeneralen